# Mount Barker
Pour les articles homonymes, voir Barker.
Ne doit pas être confondu avec Mount Barker (Australie-Occidentale).
Mount Barker (en français : Mont Barker) est une ville australienne située dans le sud-est de l'État de l'Australie-Méridionale. Siège du district de Mount Barker, elle se trouve à 33 km du centre-ville d'Adélaïde, capitale de l'État.
Elle est une ville à la croissance démographique forte, passant de 10 258 habitants en 2006 à 16 629 habitants en 2016. Ville la plus peuplée des Adelaide Hills, Mount Barker est nommée d'après le mont Barker, au pied duquel elle se trouve.

## Climat
Mount Barker a un climat méditerranéen (Köppen: Csb), avec des étés tièds et secs et des hivers frais et humides. La pluviométrie est modérée: 737,2 mm par an, avec un maximum d'hiver. À cause de son élévation 359 m, les nuits sont frais à froid pour toute l'année. La température la plus élevée enregistrée est de 44,5 ºC le 24 janvier 2019, tandis que la température la plus basse est de −5,6 ºC le 10 juillet 1959.
| Mois                                            | jan. | fév. | mars | avril | mai  | juin | jui.  | août  | sep. | oct. | nov. | déc. | année |
| ----------------------------------------------- | ---- | ---- | ---- | ----- | ---- | ---- | ----- | ----- | ---- | ---- | ---- | ---- | ----- |
| Température minimale moyenne (°C)               | 12,9 | 12,7 | 11   | 9     | 7,5  | 5,9  | 5,3   | 5,4   | 6,6  | 7,9  | 9,8  | 11,3 | 8,8   |
| Température maximale moyenne (°C)               | 28,1 | 27,9 | 25,2 | 21,4  | 17,2 | 14,3 | 13,7  | 14,8  | 17,4 | 20,5 | 23,6 | 25,8 | 20,8  |
| Record de froid (°C)                            | 2,6  | 3,3  | 1,7  | −1,1  | −3,7 | −4,4 | −5,6  | −3,6  | −1,8 | −1,2 | −1,1 | 1,7  | −5,6  |
| Record de chaleur (°C)                          | 44,5 | 43   | 40,7 | 36    | 28,9 | 24,2 | 23,8  | 27,2  | 31,1 | 35,3 | 40,6 | 42,5 | 44,5  |
| Précipitations (mm)                             | 23,4 | 25,8 | 27,6 | 46,3  | 76,1 | 101  | 113,3 | 103,3 | 86,7 | 52,6 | 39,7 | 40,3 | 737,2 |
| dont nombre de jours avec précipitations ≥ 1 mm | 3,9  | 3,7  | 4,6  | 6,7   | 10,6 | 13,2 | 13    | 13,3  | 10,8 | 7,6  | 6,3  | 5,6  | 99,3  |
| Humidité relative (%)                           | 44   | 43   | 47   | 55    | 67   | 72   | 71    | 65    | 61   | 56   | 48   | 47   | 56    |